# HD 208606
HD 208606，又名BD+60 2318，SAO 19738、HR 8374，是一颗恒星，视星等为6.13，位于銀經103.5，銀緯5.51，其B1900.0坐标为赤經21h 52m 20.9s，赤緯+61° 5.51′ 2″。